# Müşerref Göksever

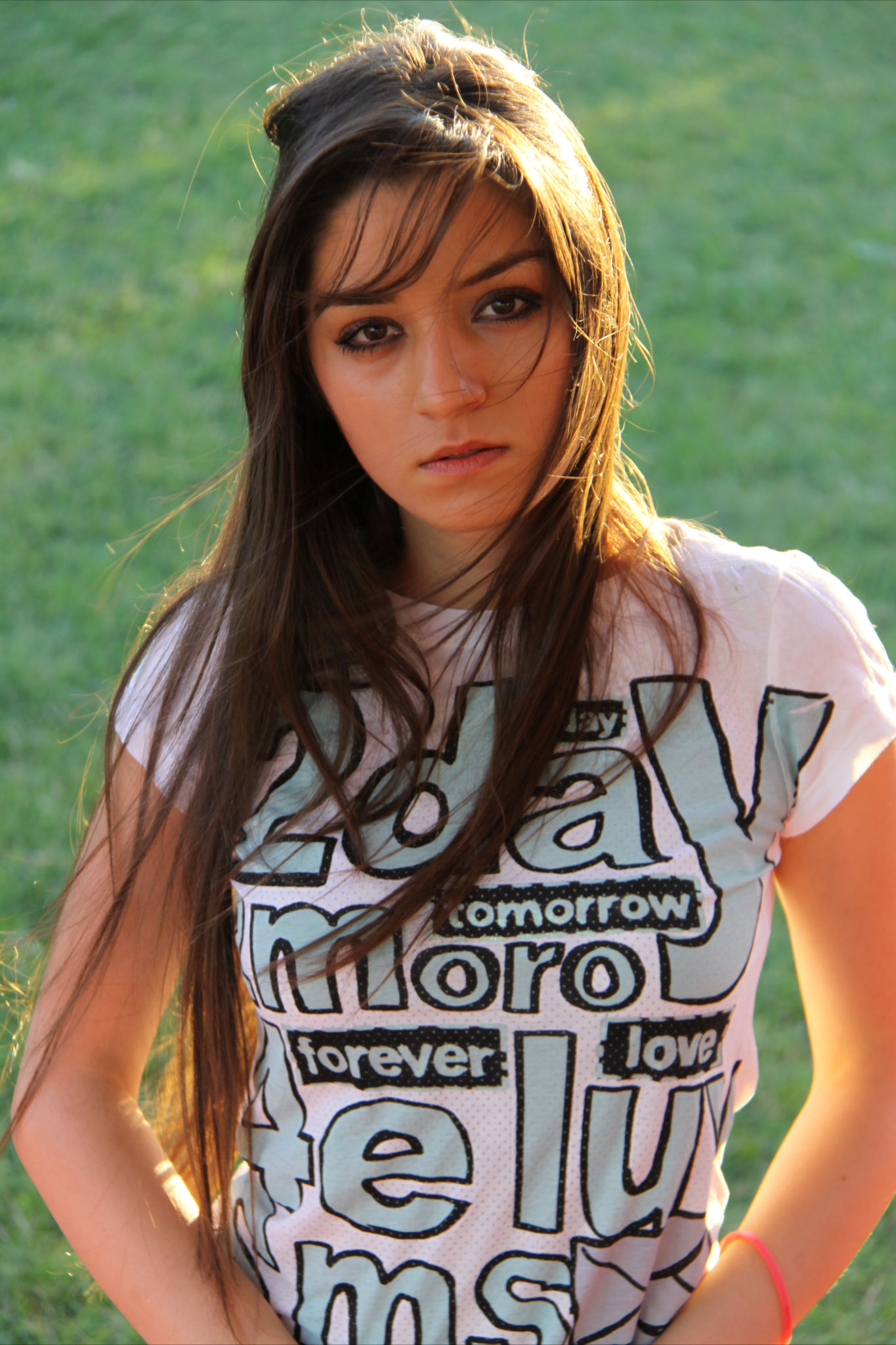
Müşerref Göksever

Müşerref Göksever (* 1989 in Izmir) ist eine türkische Schauspielerin.

## Leben und Karriere
Göksever wurde im Jahr 1989 in Izmir geboren. Sie studierte an der Süleyman Demirel Üniversitesi. Danach setzte sie ihr Studium an der Dokuz Eylül Üniversitesi fort. Ihr Debüt gab sie 2009 in der Fernsehserie Sakarya Fırat. Von 2014 bis 2016 trat sie in O Hayat Benim auf. Zwischen 2015 und 2016 spielte sie in Paramparça mit.
Außerdem wurde Göksever 2017 für den Film Bambaşka gecastet. 2018 war sie in der Serie İnsanlık Suçu zu sehen. Unter anderem bekam sie eine Rolle in Mucize Doktor. 2023 setzte sie ihre Karriere in der Serie Kader Bağları fort.

## Filmografie
Filme
- 2015: Illegitimate
- 2017: Bambaşka

Serien
- 2009–2013: Sakarya-Fırat
- 2014–2016: O Hayat Benim
- 2015–2016: Paramparça
- 2018: İnsanlık Suçu
- 2019: Mucize Doktor
- 2023: Kader Bağları